# Долец (област Търговище)
 За другото българско село вижте Долец (Област Силистра).  
Долец е село в Североизточна България. То се намира в община Попово, област Търговище.

## География
Селото е разположено в дол, на 300 – 500 м надморска височина на десния бряг на Буюк (биюк) дере (Голямата река). Намира се на 17 км на юг от Попово в полупланински район по пътя за град Антоново. Землището му граничи със селата Звезда, Априлово, Конак, Разделци и Берковски. Край селото тече река Голяма река (Буюк (биюк) дере), а край нея се намира хижа „Незабравка“, която не е действаща. Самото село е образувано от следните три махали – Горната махала, Долната махала и Партал махала.
В селото има и няколко стари чешми, всяка от които има свое име – „Кръна“ и „Бела“ стублици, а землището му и днес изобилства от ручеи.

## Кратка историческа справка
Първоначално селото било издигнато на десния бряг на река Голяма река (Буюк дере) в близост до нея, но поради честите прииждания на реката е преместено там, където се намира и днес. До 1934 г. носи името Дере (Дере кьой), а в османотурски данъчен регистър от 1555 година е споменато с името Сюлейман дере.
Преди Освобождението селото е брояло 120 турски къщи с население, което се препитавало от разбойничество и ограбване на съседните села и което избягало в Анадола главно по време и след Освободителната война. След тях селото е било заселено с черногорци и българи.
Заселването с българи в селото започва през 1882 година. През 1886 година дошли шопи от село Извор, Босилеградско, бягащи от беднотията. През 1887 година идва втора, по-голяма група преселници отново от селата от Босилеградско и от Кюстендилско – Паралово, Груинци, Милевци, Чешлянци, Горно Кобиле, Долно Кобиле. Отделните махали носят имената на селата, от които първите заселници са дошли. В селото било заселени и около 30 семейства черногорци, които не се смесват с новото българско население и по-късно се изселват. На тяхно място се заселват отново преселници от Кюстендилския край и т. нар. Западни покрайнини – от Драгойчинци, Бъзовица, Лечевци, Уши, Побит камък и други. През 1889 година е открито училището на селото в частна къща, което години наред изпълнява своята мисия. През 70-те години на XX век училището е преобразувано в интернат за сираци „Георги Димитров“, чиято запазена и до днес масивна сграда отдавна се руши.
Църковен храм в селото в миналото не е имало, а джамията на старото турско население е съборена много отдавна. На 9 март 2008 г. в селото е направена първата копка за построяването на православен храм, посветен на „Свети пророк Илия“. Строителството му е завършено през есента на 2009 г., а освещаването му става на 22 октомври същата година от Негово Високопреосвещенство Русенския митрополит Неофит.
Старите родове на новите заселници след Освобождението са: Аджиите, Харизановите, Баба Темкините, Груинци, Драгойчанчани, Калеините, Катърци, Кобилчани, Ушинци, Параловчани, Радойковци, Самарджиите, Соколови, Стоичкови, Сърбиновите, Ушанчане, Чешлянчане и др. Днес населението на селото се състои предимно от възрастни пенсионери, наследници на старите босилеградчани.

## Религии
Селото се състои само от православни християни.

## Обществени институции
- Кметско наместничество;
- Църковно настоятелство;
- Недействащо (закрито) училище;
- Народно читалище „Арсо Овчаров“;

## Културни и природни забележителности
В землището на селото се намират множество археологически обекти от различни епохи – селищни могили, надгробни могили и могилни некрополи, както и руините на две малки късноантични крепости.
По програма ФАР е изградена еко-пътека по поречието на Голямата река в посока на село Иванча.

### Античната крепост „Буюк кале“
Античната крепост, известна под името Буюк кале (Голямото кале), е изградена върху висок скален рид, силно издаден към коритото на река Голямата река (Буюк дере), течаща в посока на село Иванча. Обхваща площ между 5 и 7 дка. За достигането на руините ѝ е необходимо да се премине през село Долец и да се излезе на пътя за хижа „Незабравка“. Около 1 км преди хижата, отдясно на шосето, коларски път извежда до хълма „Тепето“, където скрита в гората на 10 минути път се намира̀ крепостта. Вътрешността ѝ е гъсто залесена с акациеви дървета (горичка). Крепостната стена с дебелина малко над 2 м има овална форма, издължена в посока на долината на реката.
На много места, особено от външната ѝ страна е оголена от иманярските изкопи, с които е осеяна и цялата крепост. Изградена е от ломени камъни с различни размери, споени с хоросан. На места е запазена на височина до 1,20 – 1,50 м. Следи от кули в насипите не се забелязват. Входът ѝ е бил от противоположната на реката страна. В далечното минало е охранявала път, минаващ през долината на реката.
Останките на крепостта са дългогодишен обект на иманярски разкопки и разрушения поради богатите ѝ културни пластове, първият от които е от периода на халколита.
Крепостта е обявена за паметник на културата в Държавен вестник, брой 70, от 31.08.1976 г.

## Редовни събития
- Събор – провежда се всяка година на празника Малка Богородица (най-близката неделя около 21 септември).

## Личности
Родно място е на поета Димитър Стойнев Станоев.